# Piękna Madonna z Torunia
Piękna Madonna z Torunia – gotycka rzeźba przedstawiająca Marię i Dzieciątko Jezus. Jeden z najcenniejszych pod względem artystycznym pełnoplastycznych wizerunków Madonny z Dzieciątkiem wykonanych na przełomie XIV i XV wieku. Pod względem typologiczno-stylistycznym dzieło to stanowi pars pro toto Pięknej Madonny, typu ikonograficznego ukształtowanego przed 1400 rokiem. Rzeźbione wizerunki Pięknych Madonn reprezentują styl piękny, nurt stylowy ukształtowany w okresie gotyku na terenie Europy Środkowej.
Przed II wojną światową rzeźba Pięknej Madonny znajdowała się w toruńskim kościele Świętych Janów, dawnej farze Starego Miasta, obecnie katedrze diecezji toruńskiej. Pod koniec wojny została skradziona i wywieziona przez Niemców i ślad po niej zaginął. Zachowała się do dziś oryginalna konsola z popiersiem Mojżesza, która stanowiła podstawę dla figury. Na miejsce zaginionej rzeźby Marii z Dzieciątkiem postawiono wierną kopię wykonaną w 1956 roku przez Witolda Marciniaka.

## Historia
Położony w południowej części państwa krzyżackiego Toruń w XIV wieku stał się wielkim ośrodkiem artystycznym, w tym rzeźby. Patronat nad sztuką objęła rosnąca w siłę klasa mieszczańska, która zleciła nieznanemu artyście, określanemu w literaturze jako Mistrz Pięknej Madonny Toruńskiej, wykonanie około 1390 roku monumentalnej figury Matki z Dzieciątkiem prawdopodobnie dla franciszkańskiego kościoła NMP na Starym Mieście.
W nieznanym czasie została przeniesiona do kościoła Świętych Janów – miejskiej fary. Według hipotezy wysuniętej przez Janinę Kruszelnicką Piękna Madonna została przeniesiona z pofranciszkańskiego kościoła Panny Marii, który w 1559 roku przeszedł na własność ewangelików. Według innego przypuszczenia Madonnę przeniesiono z kaplicy zburzonego zamku krzyżackiego. Prawdopodobnie rzeźba nie trafiła do katedry św. Janów w wyniku sprzedaży.
Piękna Madonna w źródłach po raz pierwszy została wspomniana w 1650 roku, ponownie w latach 1667–1672 w ramach wizytacji biskupa chełmińskiego Andrzeja Olszowskiego. Kanonik Strzesz wspomina o Pięknej Madonnie jako części większego retabulum ołtarzowego umieszczonego przy ścianie wschodniej nawy północnej (gdzie dziś jest usytuowana kopia Madonny na oryginalnej konsoli z Mojżeszem). Pod koniec XVII wieku rzeźba została przeniesiona do ołtarza Niepokalanego Poczęcia Najświętszej Maryi Panny, a w XIX wieku na ołtarz św. Franciszka Ksawerego w nawie południowej.
W 1921 roku Jan Rutkowski poddał rzeźbę zabiegom konserwatorskim usuwając kolejne przemalowania, pozostawiając jednak ślady średniowiecznej polichromii. W 1939 roku rzeźbę zdjęto w celu przeprowadzenia kolejnej konserwacji. W 1941 roku niemieccy konserwatorzy ponownie odnowili rzeźbę, uzupełniając ubytki. W 1944 roku zdjęto posąg z konsoli i zdeponowano do składnicy konserwatorskiej w Grębocinie. W obawie przed zbliżającą się Armią Czerwoną figura została stamtąd wywieziona do Niemiec, gdzie ślad po niej zaginął. W 1957 roku toruński rzeźbiarz Witold Marciniak wykonał rekonstrukcję zaginionego dzieła, umieszczoną następnie in situ na oryginalnej konsoli z Mojżeszem.

## Wygląd

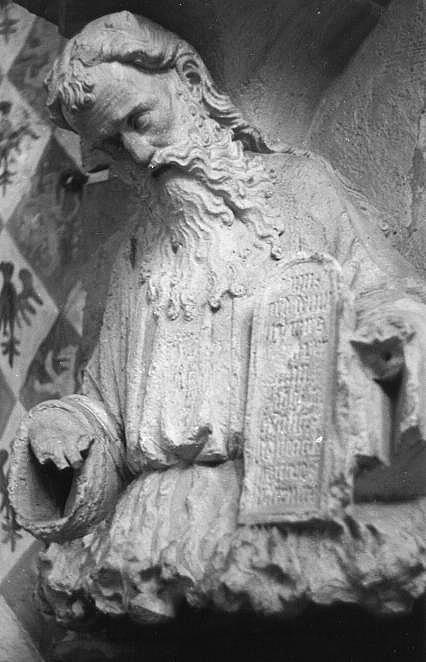
Popiersie Mojżesza – konsola stanowiąca podstawę figury Pięknej Madonny Toruńskiej

Piękna Madonna z Torunia jest pełnoplastyczną (tj. opracowaną rzeźbiarsko z każdej strony) figurą o wysokości 115 cm. Wykonana jest z lekko żółtawego wapienia, na powierzchni znajdowały się śladowe ilości polichromii. Maryja została ukazana w młodym wieku, jej twarz ukazuje spokój, ma delikatne rysy, wysokie czoło, lekko przysłonięte powiekami oczy, drobne usta. Włosy ułożone są w loki. Głowę ma nakrytą maforium, zaś na nim spoczywa korona. Poza Marii jest zgodna ze schematem kontrapostu. Wspiera się na prawej nodze, zaś lewa noga jest lekko zgięta i nieco wysunięta do przodu. W wyniku tego głowa i korpus ciała są przeciwstawnie wygięte. Sylwetka ciała jest bardzo niewyraźna. Suknia i narzucony na nią płaszcz swobodnie przylegają do ciała, w wyniku czego figura jest w znacznym stopniu uplastyczniona za pomocą obfitych draperii szat. Z prawej strony charakteryzują się one dość silnymi paralelnymi, łukowatymi wygięciami, zaś po lewej stronie, podobnie jak w welonie, przybierają formy ozdobnych festonów o kaskadowych fałdach. Dzieciątko jest nagie, siedzi na prawym ramieniu Matki, swój wzrok kieruje w stronę jabłka, którego nieśmiało dotyka lewą ręką. Artysta realistycznie ukształtował ciało zgodnie z dziecięcym wiekiem. Kędzierzawe włosy Dzieciątka są swobodną stylizacją artysty. Między Marią i młodym Jezusem zachodzi silna więź podkreślona czułym, delikatnym gestem Marii, która podaje Dzieciątku owoc jabłoni. Dzieciątko odwzajemnia się podobnym gestem, lewą rączką dotyka jabłka, prawą zaś dłoni Matki. Ta relacja gestów tworzy silny akcent kompozycji opartej także na płynnych układach fałdów szat, kontrapostowej pozie Marii, lekko pochylonych głowach. Diagonalne układy zarówno pozy, gestów, draperii w sposób harmonijny podkreślają dynamikę kompozycji rzeźby. Podstawą figury jest ośmioboczny cokół.
Rzeźba Marii z Dzieciątkiem stała na ozdobnej konsoli, którą tworzy opracowana niemal pełnoplastycznie figura trzymającego tablice Dziesięciorga Przykazań Mojżesza wyłaniającego się z płomieni krzewu gorejącego. W przeciwieństwie do figury Pięknej Madonny rzeźbiarz nie ukazał Mojżesza całopostaciowo. Nie jest to również popiersie, rzeźba sięga wysokości bioder. Prorok został tu ukazany jako osoba w sędziwym wieku, ma mocno pochyloną w dół głowę, na policzkach i czole rysują się zmarszczki, silnie zostały zaznaczone łuki brwiowe i oczodoły. W przeciwieństwie do mocno wysublimowanej figury Madonny postać Mojżesza została ukształtowana bardziej realistycznie, w sposób stylizowany artysta wyrzeźbił falujące kosmyki włosów, brody i bakenbardów. Na rzeźbie widać uszkodzony nos i liczne ubytki, przede wszystkim palców dłoni, brakuje również drugiej tablicy z tekstem Dekalogu.

## Analiza

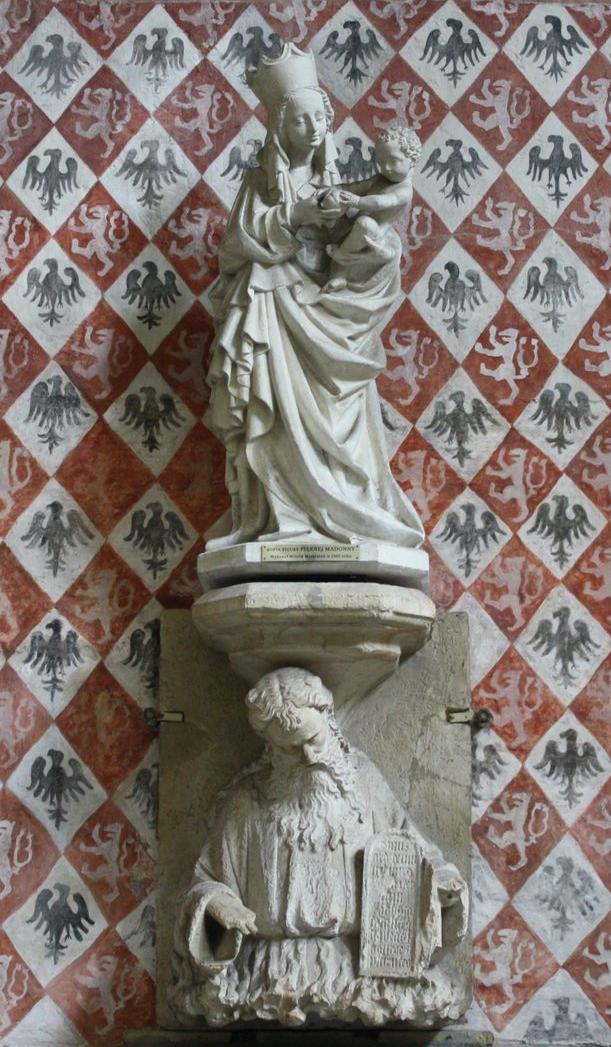
Rekonstrukcja Pięknej Madonny i oryginalna konsola z Mojżeszem

Toruńska Piękna Madonna jest uznawana za kwintesencję stylu około 1400, ale zachowano tu również tradycję gotyckiego realizmu w tym sztuki Parlerów. Dynamiczna, płynna kompozycja, daleko idąca idealizacja urody i subtelna dekoracyjność obfitych draperii szat oraz studyjny kontrapost pozy Marii, miękki modelunek ciała Dzieciątka, poprawne proporcje, znajomość anatomii, przestrzenność poszczególnych elementów bryły i dbałość o detal potwierdzają tę stylową syntezę.
Nieznany z imienia autor figury był przez historyków sztuki nazywany Mistrzem Pięknych Madonn lub Mistrzem Pięknej Madonny Toruńskiej. Jego nieznana kariera, a także oeuvre, pochodzenie i oddziaływanie są przedmiotami wieloletnich dyskusji naukowych, aczkolwiek w wyniku nowszych badań Mistrzowi przypisuje się m.in. Modlącego się Chrystusa z kościoła Świętego Jana Chrzciciela w Malborku i kojarzy się z nim Pietę w kościele Świętej Barbary w Krakowie. Jednakże czynnikami komplikującymi badania nad twórczością toruńskiego Mistrza są podobieństwa wielu innych dzieł pod względem kompozycji, stylistyce i treściach ideowych, które znalazły się w różnych miejscach w Europie Środkowej, stąd „międzynarodowy” charakter sztuki około 1400 roku.
Problem genezy stylu dzieła toruńskiego w znacznym stopniu odzwierciedla nierozwiązane dotąd kwestie źródeł stylu pięknego. Za główne ośrodki, które miały ukształtować styl około 1400 roku, uznaje się Czechy z Pragą, Śląsk z Wrocławiem, Francję z Paryżem, Austrię z Salzburgiem i Nadrenię z Kolonią. Kultura dworska i nurt parlerowski stanowią istotne fundamenty dla stylu pięknego, co więcej te dwie tendencje wyznaczyły swoim zasięgiem dużą część Europy. Należące do państwa krzyżackiego Pomorze Wschodnie stało się około 1400 roku ważnym regionem artystycznym, a centrami artystycznymi były Gdańsk, Toruń, Elbląg oraz stolica państwa zakonnego – Malbork. W Toruniu zachował się szereg dzieł z około 1400 (m.in. Święta Maria Magdalena unoszona przez anioły z toruńskiej katedry), lecz każde z nich charakteryzuje się własnymi, niezależnymi od formy Pięknej Madonny cechami, z wyjątkiem zaginionej podczas ostatniej wojny Madonny Dobrej Nadziei (znanej także jako Madonna Brzemienna) z toruńskiego ratusza. Badacze podkreślają silny związek Pięknej Madonny Toruńskiej z Piękną Madonną z Wrocławia, część z nich kojarzy obydwa dzieła z tym samym rzeźbiarzem. Liczne podobieństwa do figury z Torunia widoczne są m.in. w posągach Marii z Dzieciątkiem w Bonn, Morawskim Szternberku, a także w Gdańsku (m.in. Pietà w kościele NMP). Oprócz Torunia jako miejsce wykonania świętojańskiej Pięknej Madonny badacze wskazują na Pragę. W tymże mieście wykonywano około 1400 roku liczne kamienne rzeźby, m.in. Piękną Madonnę z Czeskiego Krumlowa (obecnie w zbiorach Kunsthistorisches Museum w Wiedniu); jednakże według większości historyków sztuki figura ta nie ma bezpośredniego związku warsztatowego z rzeźbami z Wrocławia i Torunia. Stolica Korony Czeskiej za panowania ostatnich Luksemburgów, głównie króla Wacława IV (1378–1419), i jego ojca Karola IV, należała do głównych centrów artystycznych Europy Środkowej.
Piękna Madonna z Torunia nacechowana jest także bogatą symboliką i treściami ideowymi. Niezwykła uroda Marii ma w teologii odzwierciedlenie piękna duchowego Matki Bożej. Ze względu na owoc jabłoni przekazywany Chrystusowi Maria staje się Nowa Ewą, a Jezus Nowym Adamem. Gest ten oznacza przebaczanie i odpuszczenie grzechów ludzkości i jej Praojca i Pramatki, którzy pierwsi wbrew woli Bożej sięgnęli i skosztowali owoc z Drzewa Poznania. Obnażone ciało Dzieciątka prezentowanego przez Marię nie tylko odzwierciedla człowieczeństwo Zbawiciela, lecz także kojarzone jest z Eucharystią.